# Station Strzyżyna
Station Strzyżyna is een spoorwegstation in de Poolse plaats Augustów.